# 14e étape du Tour d'Italie 2025
Pour un article plus général, voir Tour d'Italie 2025.
La 14e étape du Tour d'Italie 2025 se déroule le samedi 24 mai 2025 entre Trévise, en Vénétie et Nova Gorica, en Slovénie, sur une distance de 186 km.

## Parcours
Cette étape généralement plate est ponctuée en fin de parcours de trois côtes reprises en 4e catégorie. Les coureurs passent une première fois la ligne d'arrivée   tracée dans la commune slovène et frontalière de Nova Gorica avant d'accomplir une fois le circuit local de 13,8 km.

## Déroulement de la course
Une bonne partie de l'étape se déroule sous la pluie. Après une première tentative d'échappée de onze coureurs, un groupe de quatre hommes finit par se former. Il se compose de Kasper Asgreen (EF Education-EasyPost), Clément Davy (Groupama-FDJ), Mirco Maestri (Polti VisitMalta) et Martin Marcellusi (VF Group-Bardiani CSF-Faizanè). À 38 kilomètres du terme, Davy ne peut suivre le rythme de ses trois compagnons d'échappée et décroche. L'écart entre les trois fuyards et le peloton fluctue autour de la minute. À 22 kilomètres de l'arrivée, une importante chute se produit dans le peloton, mettent à terre ou retardant de nombreux favoris comme Juan Ayuso (UAE Emirates XRG), Primož Roglič (Red Bull-Bora-hangrohe), Antonio Tiberi (Bahrain-Victorious) et surtout Giulio Ciccone (Lidl Trek). Dans une côte, à 6 km du but, Asgreen lâche ses deux compagnons italiens, Maestri et Marcellusi, et part seul, poursuivi à une quinzaine de secondes par un groupe de chasse de seize coureurs parmi lesquels figure le maillot rose Isaac Del Toro. Kasper Asgreen résiste au retour des poursuivants et remporte la victoire.

## Résultats

### Classement de l'étape
| \| Classement de l'étape \| Classement de l'étape \| Classement de l'étape \| Classement de l'étape \| Classement de l'étape \| \| Coureur \| Coureur \| Pays \| Équipe \| Temps \| \| --------------------- \| --------------------- \| --------------------- \| -------------------------- \| --------------------- \| \| 1er \| Kasper Asgreen \| Danemark \| EF Education-EasyPost \| 4 h 04 min 40 s \| \| 2e \| Kaden Groves \| Australie \| Alpecin-Deceuninck \| + 16 s \| \| 3e \| Olav Kooij \| Pays-Bas \| Team Visma \\| Lease a Bike \| + 16 s \| \| 4e \| Orluis Aular \| Venezuela \| Movistar Team \| + 16 s \| \| 5e \| Stefano Oldani \| Italie \| Cofidis \| + 16 s \| \| 6e \| Mirco Maestri \| Italie \| Team Polti VisitMalta \| + 16 s \| \| 7e \| Derek Gee \| Canada \| Israel-Premier Tech \| + 16 s \| \| 8e \| Tom Pidcock \| Royaume-Uni \| Q36.5 Pro Cycling Team \| + 16 s \| \| 9e \| Richard Carapaz \| Équateur \| EF Education-EasyPost \| + 16 s \| \| 10e \| Mikkel Honoré \| Danemark \| EF Education-EasyPost \| + 16 s \| |                 |             |                            |                 |
| |                 |             |                            |                 |
| Source : ProCyclingStats |                 |             |                            |                 |
| Classement de l'étape |                 |             |                            |                 |
| Coureur | Coureur         | Pays        | Équipe                     | Temps           |
| 1er | Kasper Asgreen  | Danemark    | EF Education-EasyPost      | 4 h 04 min 40 s |
| 2e | Kaden Groves    | Australie   | Alpecin-Deceuninck         | + 16 s          |
| 3e | Olav Kooij      | Pays-Bas    | Team Visma \| Lease a Bike | + 16 s          |
| 4e | Orluis Aular    | Venezuela   | Movistar Team              | + 16 s          |
| 5e | Stefano Oldani  | Italie      | Cofidis                    | + 16 s          |
| 6e | Mirco Maestri   | Italie      | Team Polti VisitMalta      | + 16 s          |
| 7e | Derek Gee       | Canada      | Israel-Premier Tech        | + 16 s          |
| 8e | Tom Pidcock     | Royaume-Uni | Q36.5 Pro Cycling Team     | + 16 s          |
| 9e | Richard Carapaz | Équateur    | EF Education-EasyPost      | + 16 s          |
| 10e | Mikkel Honoré   | Danemark    | EF Education-EasyPost      | + 16 s          |

### Points attribués pour le classement par points
| Sprint intermédiaire Morsano al Tagliamento (km 75,6) | Sprint intermédiaire Morsano al Tagliamento (km 75,6) | Sprint intermédiaire Morsano al Tagliamento (km 75,6) | Sprint intermédiaire Morsano al Tagliamento (km 75,6) | Sprint intermédiaire Morsano al Tagliamento (km 75,6) |
| ----------------------------------------------------- | ----------------------------------------------------- | ----------------------------------------------------- | ----------------------------------------------------- | ----------------------------------------------------- |
|                                                       | Coureur                                               | Pays                                                  | Équipe                                                | Point(s)                                              |
| 1er                                                   | Mirco Maestri                                         | Italie                                                | Team Polti VisitMalta                                 | 12                                                    |
| 2e                                                    | Clément Davy                                          | France                                                | Groupama - FDJ                                        | 8                                                     |
| 3e                                                    | Kasper Asgreen                                        | Danemark                                              | EF Education - EasyPost                               | 5                                                     |
| 4e                                                    | Martin Marcellusi                                     | Italie                                                | VF Group - Bardiani CSF - Faizanè                     | 3                                                     |
| 5e                                                    | Dries De Bondt                                        | Belgique                                              | Decathlon AG2R La Mondiale Team                       | 1                                                     |
| modifier                                              |                                                       |                                                       |                                                       |                                                       |

| Sprint intermédiaire Talmassons (km 99,9) | Sprint intermédiaire Talmassons (km 99,9) | Sprint intermédiaire Talmassons (km 99,9) | Sprint intermédiaire Talmassons (km 99,9) | Sprint intermédiaire Talmassons (km 99,9) |
| ----------------------------------------- | ----------------------------------------- | ----------------------------------------- | ----------------------------------------- | ----------------------------------------- |
|                                           | Coureur                                   | Pays                                      | Équipe                                    | Point(s)                                  |
| 1er                                       | Martin Marcellusi                         | Italie                                    | VF Group - Bardiani CSF - Faizanè         | 12                                        |
| 2e                                        | Mirco Maestri                             | Italie                                    | Team Polti VisitMalta                     | 8                                         |
| 3e                                        | Kasper Asgreen                            | Danemark                                  | EF Education - EasyPost                   | 5                                         |
| 4e                                        | Clément Davy                              | France                                    | Groupama - FDJ                            | 3                                         |
| 5e                                        | Mads Pedersen                             | Danemark                                  | Lidl - Trek                               | 1                                         |
| modifier                                  |                                           |                                           |                                           |                                           |

| \| Arrivée d'étape Nova Gorica (km 195) \| Arrivée d'étape Nova Gorica (km 195) \| Arrivée d'étape Nova Gorica (km 195) \| Arrivée d'étape Nova Gorica (km 195) \| Arrivée d'étape Nova Gorica (km 195) \| \| ------------------------------------ \| ------------------------------------ \| ------------------------------------ \| ------------------------------------ \| ------------------------------------ \| \| \| Coureur \| Pays \| Équipe \| Point(s) \| \| 1er \| Kasper Asgreen \| Danemark \| EF Education - EasyPost \| 50 \| \| 2e \| Kaden Groves \| Australie \| Alpecin - Deceuninck \| 35 \| \| 3e \| Olav Kooij \| Pays-Bas \| Team Visma \\| Lease a Bike \| 25 \| \| 4e \| Orluis Aular \| Venezuela \| Movistar Team \| 18 \| \| 5e \| Stefano Oldani \| Italie \| Cofidis \| 14 \| \| 6e \| Mirco Maestri \| Italie \| Team Polti VisitMalta \| 12 \| \| 7e \| Derek Gee \| Canada \| Israel - Premier Tech \| 10 \| \| 8e \| Tom Pidcock \| Grande-Bretagne \| Q36.5 Pro Cycling Team \| 8 \| \| 9e \| Richard Carapaz \| Équateur \| EF Education - EasyPost \| 7 \| \| 10e \| Mikkel Honoré \| Danemark \| EF Education - EasyPost \| 6 \| \| 11e \| Max Poole \| Grande-Bretagne \| Team Picnic PostNL \| 5 \| \| 12e \| Damiano Caruso \| Italie \| Bahrain - Victorious \| 4 \| \| 13e \| Romain Bardet \| France \| Team Picnic PostNL \| 3 \| \| 14e \| Einer Rubio \| Colombie \| Movistar Team \| 2 \| \| 15e \| Isaac Del Toro \| Mexique \| UAE Team Emirates XRG \| 1 \| \| modifier \| \| \| \| \| |                 |                 |                            |          |
| Arrivée d'étape Nova Gorica (km 195) |                 |                 |                            |          |
| | Coureur         | Pays            | Équipe                     | Point(s) |
| 1er | Kasper Asgreen  | Danemark        | EF Education - EasyPost    | 50       |
| 2e | Kaden Groves    | Australie       | Alpecin - Deceuninck       | 35       |
| 3e | Olav Kooij      | Pays-Bas        | Team Visma \| Lease a Bike | 25       |
| 4e | Orluis Aular    | Venezuela       | Movistar Team              | 18       |
| 5e | Stefano Oldani  | Italie          | Cofidis                    | 14       |
| 6e | Mirco Maestri   | Italie          | Team Polti VisitMalta      | 12       |
| 7e | Derek Gee       | Canada          | Israel - Premier Tech      | 10       |
| 8e | Tom Pidcock     | Grande-Bretagne | Q36.5 Pro Cycling Team     | 8        |
| 9e | Richard Carapaz | Équateur        | EF Education - EasyPost    | 7        |
| 10e | Mikkel Honoré   | Danemark        | EF Education - EasyPost    | 6        |
| 11e | Max Poole       | Grande-Bretagne | Team Picnic PostNL         | 5        |
| 12e | Damiano Caruso  | Italie          | Bahrain - Victorious       | 4        |
| 13e | Romain Bardet   | France          | Team Picnic PostNL         | 3        |
| 14e | Einer Rubio     | Colombie        | Movistar Team              | 2        |
| 15e | Isaac Del Toro  | Mexique         | UAE Team Emirates XRG      | 1        |
| modifier |                 |                 |                            |          |

### Points attribués pour le classement du meilleur grimpeur
| Goniace/San Martino (km 155,1) 4e catégorie (3,5 km à 5%) | Goniace/San Martino (km 155,1) 4e catégorie (3,5 km à 5%) | Goniace/San Martino (km 155,1) 4e catégorie (3,5 km à 5%) | Goniace/San Martino (km 155,1) 4e catégorie (3,5 km à 5%) | Goniace/San Martino (km 155,1) 4e catégorie (3,5 km à 5%) |
| --------------------------------------------------------- | --------------------------------------------------------- | --------------------------------------------------------- | --------------------------------------------------------- | --------------------------------------------------------- |
|                                                           | Coureur                                                   | Pays                                                      | Équipe                                                    | Point(s)                                                  |
| 1er                                                       | Kasper Asgreen                                            | Danemark                                                  | EF Education - EasyPost                                   | 3                                                         |
| 2e                                                        | Mirco Maestri                                             | Italie                                                    | Team Polti VisitMalta                                     | 2                                                         |
| 3e                                                        | Martin Marcellusi                                         | Italie                                                    | VF Group - Bardiani CSF - Faizanè                         | 1                                                         |
| modifier                                                  |                                                           |                                                           |                                                           |                                                           |

| Saver (km 171,6) 4e catégorie (0,7 km à 7,7%) | Saver (km 171,6) 4e catégorie (0,7 km à 7,7%) | Saver (km 171,6) 4e catégorie (0,7 km à 7,7%) | Saver (km 171,6) 4e catégorie (0,7 km à 7,7%) | Saver (km 171,6) 4e catégorie (0,7 km à 7,7%) |
| --------------------------------------------- | --------------------------------------------- | --------------------------------------------- | --------------------------------------------- | --------------------------------------------- |
|                                               | Coureur                                       | Pays                                          | Équipe                                        | Point(s)                                      |
| 1er                                           | Kasper Asgreen                                | Danemark                                      | EF Education - EasyPost                       | 3                                             |
| 2e                                            | Mirco Maestri                                 | Italie                                        | Team Polti VisitMalta                         | 2                                             |
| 3e                                            | Martin Marcellusi                             | Italie                                        | VF Group - Bardiani CSF - Faizanè             | 1                                             |
| modifier                                      |                                               |                                               |                                               |                                               |

| \| Saver (km 185,4) 4e catégorie (0,7 km à 7,7%) \| Saver (km 185,4) 4e catégorie (0,7 km à 7,7%) \| Saver (km 185,4) 4e catégorie (0,7 km à 7,7%) \| Saver (km 185,4) 4e catégorie (0,7 km à 7,7%) \| Saver (km 185,4) 4e catégorie (0,7 km à 7,7%) \| \| --------------------------------------------- \| --------------------------------------------- \| --------------------------------------------- \| --------------------------------------------- \| --------------------------------------------- \| \| \| Coureur \| Pays \| Équipe \| Point(s) \| \| 1er \| Kasper Asgreen \| Danemark \| EF Education - EasyPost \| 3 \| \| 2e \| Martin Marcellusi \| Italie \| VF Group - Bardiani CSF - Faizanè \| 2 \| \| 3e \| Mirco Maestri \| Italie \| Team Polti VisitMalta \| 1 \| \| modifier \| \| \| \| \| |                   |          |                                   |          |
| Saver (km 185,4) 4e catégorie (0,7 km à 7,7%) |                   |          |                                   |          |
| | Coureur           | Pays     | Équipe                            | Point(s) |
| 1er | Kasper Asgreen    | Danemark | EF Education - EasyPost           | 3        |
| 2e | Martin Marcellusi | Italie   | VF Group - Bardiani CSF - Faizanè | 2        |
| 3e | Mirco Maestri     | Italie   | Team Polti VisitMalta             | 1        |
| modifier |                   |          |                                   |          |

### Points attribués pour le classement des sprints intermédiaires
| \| Red Bull KM Sprint Manzano (km 131,9) \| Red Bull KM Sprint Manzano (km 131,9) \| Red Bull KM Sprint Manzano (km 131,9) \| Red Bull KM Sprint Manzano (km 131,9) \| Red Bull KM Sprint Manzano (km 131,9) \| \| ------------------------------------- \| ------------------------------------- \| ------------------------------------- \| ------------------------------------- \| ------------------------------------- \| \| \| Coureur \| Pays \| Équipe \| Point(s) \| \| 1er \| Mirco Maestri \| Italie \| Team Polti VisitMalta \| 15 \| \| 2e \| Martin Marcellusi \| Italie \| VF Group - Bardiani CSF - Faizanè \| 8 \| \| 3e \| Kasper Asgreen \| Danemark \| EF Education - EasyPost \| 5 \| \| 4e \| Clément Davy \| France \| Groupama - FDJ \| 3 \| \| 5e \| Alessandro Tonelli \| Italie \| Team Polti VisitMalta \| 1 \| \| modifier \| \| \| \| \| |                    |          |                                   |          |
| Red Bull KM Sprint Manzano (km 131,9) |                    |          |                                   |          |
| | Coureur            | Pays     | Équipe                            | Point(s) |
| 1er | Mirco Maestri      | Italie   | Team Polti VisitMalta             | 15       |
| 2e | Martin Marcellusi  | Italie   | VF Group - Bardiani CSF - Faizanè | 8        |
| 3e | Kasper Asgreen     | Danemark | EF Education - EasyPost           | 5        |
| 4e | Clément Davy       | France   | Groupama - FDJ                    | 3        |
| 5e | Alessandro Tonelli | Italie   | Team Polti VisitMalta             | 1        |
| modifier |                    |          |                                   |          |

### Bonifications
|   | Coureur           | Pays     | Équipe                            | Secondes |
| - | ----------------- | -------- | --------------------------------- | -------- |
| 1 | Mirco Maestri     | Italie   | Team Polti VisitMalta             | 6 s      |
| 2 | Martin Marcellusi | Italie   | VF Group - Bardiani CSF - Faizanè | 4 s      |
| 3 | Kasper Asgreen    | Danemark | EF Education - EasyPost           | 2 s      |

|   | Coureur        | Pays      | Équipe                     | Secondes |
| - | -------------- | --------- | -------------------------- | -------- |
| 1 | Kasper Asgreen | Danemark  | EF Education - EasyPost    | 10 s     |
| 2 | Kaden Groves   | Australie | Alpecin - Deceuninck       | 6 s      |
| 3 | Olav Kooij     | Pays-Bas  | Team Visma \| Lease a Bike | 4 s      |

## Classements à l'issue de l'étape

### Classement général
| \| Classement général \| Classement général \| Classement général \| Classement général \| Classement général \| \| Coureur \| Coureur \| Pays \| Équipe \| Temps \| \| ------------------ \| ------------------ \| ------------------ \| -------------------------- \| ------------------ \| \| 1er \| Isaac Del Toro \| Mexique \| UAE Team Emirates XRG \| 50 h 37 min 55 s \| \| 2e \| Simon Yates \| Royaume-Uni \| Team Visma \\| Lease a Bike \| + 1 min 20 s \| \| 3e \| Juan Ayuso \| Espagne \| UAE Team Emirates XRG \| + 1 min 26 s \| \| 4e \| Richard Carapaz \| Équateur \| EF Education-EasyPost \| + 2 min 07 s \| \| 5e \| Primož Roglič \| Slovénie \| Red Bull-Bora-Hansgrohe \| + 2 min 23 s \| \| 6e \| Derek Gee \| Canada \| Israel-Premier Tech \| + 2 min 54 s \| \| 7e \| Damiano Caruso \| Italie \| Bahrain Victorious \| + 2 min 55 s \| \| 8e \| Antonio Tiberi \| Italie \| Bahrain Victorious \| + 3 min 02 s \| \| 9e \| Egan Bernal \| Colombie \| Ineos Grenadiers \| + 3 min 38 s \| \| 10e \| Thymen Arensman \| Pays-Bas \| Ineos Grenadiers \| + 3 min 45 s \| |                 |             |                            |                  |
| |                 |             |                            |                  |
| Source : ProCyclingStats |                 |             |                            |                  |
| Classement général |                 |             |                            |                  |
| Coureur | Coureur         | Pays        | Équipe                     | Temps            |
| 1er | Isaac Del Toro  | Mexique     | UAE Team Emirates XRG      | 50 h 37 min 55 s |
| 2e | Simon Yates     | Royaume-Uni | Team Visma \| Lease a Bike | + 1 min 20 s     |
| 3e | Juan Ayuso      | Espagne     | UAE Team Emirates XRG      | + 1 min 26 s     |
| 4e | Richard Carapaz | Équateur    | EF Education-EasyPost      | + 2 min 07 s     |
| 5e | Primož Roglič   | Slovénie    | Red Bull-Bora-Hansgrohe    | + 2 min 23 s     |
| 6e | Derek Gee       | Canada      | Israel-Premier Tech        | + 2 min 54 s     |
| 7e | Damiano Caruso  | Italie      | Bahrain Victorious         | + 2 min 55 s     |
| 8e | Antonio Tiberi  | Italie      | Bahrain Victorious         | + 3 min 02 s     |
| 9e | Egan Bernal     | Colombie    | Ineos Grenadiers           | + 3 min 38 s     |
| 10e | Thymen Arensman | Pays-Bas    | Ineos Grenadiers           | + 3 min 45 s     |

### Classement par points
| Classement par points | Classement par points | Classement par points | Classement par points      | Classement par points |
| Coureur               | Coureur               | Pays                  | Équipe                     | Points                |
| --------------------- | --------------------- | --------------------- | -------------------------- | --------------------- |
| 1er                   | Mads Pedersen         | Danemark              | Lidl-Trek                  | 228 pts               |
| 2e                    | Olav Kooij            | Pays-Bas              | Team Visma \| Lease a Bike | 130 pts               |
| 3e                    | Casper van Uden       | Pays-Bas              | Team Picnic-PostNL         | 85 pts                |
| 4e                    | Isaac Del Toro        | Mexique               | UAE Team Emirates XRG      | 80 pts                |
| 5e                    | Wout van Aert         | Belgique              | Team Visma \| Lease a Bike | 78 pts                |
| 6e                    | Orluis Aular          | Venezuela             | Movistar Team              | 67 pts                |
| 7e                    | Alessandro Tonelli    | Italie                | Team Polti VisitMalta      | 64 pts                |
| 8e                    | Kaden Groves          | Australie             | Alpecin-Deceuninck         | 63 pts                |
| 9e                    | Kasper Asgreen        | Danemark              | EF Education-EasyPost      | 60 pts                |
| 10e                   | Richard Carapaz       | Équateur              | EF Education-EasyPost      | 52 pts                |

### Classement de la montagne
| Classement de la montagne | Classement de la montagne | Classement de la montagne | Classement de la montagne     | Classement de la montagne |
| Coureur                   | Coureur                   | Pays                      | Équipe                        | Points                    |
| ------------------------- | ------------------------- | ------------------------- | ----------------------------- | ------------------------- |
| 1er                       | Lorenzo Fortunato         | Italie                    | XDS Astana Team               | 157 pts                   |
| 2e                        | Juan Ayuso                | Espagne                   | UAE Team Emirates XRG         | 54 pts                    |
| 3e                        | Manuele Tarozzi           | Italie                    | VF Group-Bardiani CSF-Faizanè | 50 pts                    |
| 4e                        | Paul Double               | Royaume-Uni               | Team Jayco AlUla              | 36 pts                    |
| 5e                        | Isaac Del Toro            | Mexique                   | UAE Team Emirates XRG         | 31 pts                    |
| 6e                        | Pello Bilbao              | Espagne                   | Bahrain Victorious            | 29 pts                    |
| 7e                        | Nairo Quintana            | Colombie                  | Movistar Team                 | 28 pts                    |
| 8e                        | Sylvain Moniquet          | Belgique                  | Cofidis                       | 22 pts                    |
| 9e                        | Luke Plapp                | Australie                 | Team Jayco AlUla              | 22 pts                    |
| 10e                       | Richard Carapaz           | Équateur                  | EF Education-EasyPost         | 19 pts                    |

### Classement du meilleur jeune
| Classement du meilleur jeune | Classement du meilleur jeune | Classement du meilleur jeune | Classement du meilleur jeune | Classement du meilleur jeune |
| Coureur                      | Coureur                      | Pays                         | Équipe                       | Temps                        |
| ---------------------------- | ---------------------------- | ---------------------------- | ---------------------------- | ---------------------------- |
| 1er                          | Isaac Del Toro               | Mexique                      | UAE Team Emirates XRG        | 50 h 37 min 55 s             |
| 2e                           | Juan Ayuso                   | Espagne                      | UAE Team Emirates XRG        | + 1 min 22 s                 |
| 3e                           | Antonio Tiberi               | Italie                       | Bahrain Victorious           | + 3 min 02 s                 |
| 4e                           | Giulio Pellizzari            | Italie                       | Red Bull-Bora-Hansgrohe      | + 5 min 01 s                 |
| 5e                           | Davide Piganzoli             | Italie                       | Team Polti VisitMalta        | + 5 min 11 s                 |
| 6e                           | Max Poole                    | Royaume-Uni                  | Team Picnic-PostNL           | + 5 min 51 s                 |
| 7e                           | Embret Svestad-Bårdseng      | Norvège                      | Arkéa-B&B Hotels             | + 14 min 00 s                |
| 8e                           | Edoardo Zambanini            | Italie                       | Bahrain Victorious           | + 23 min 23 s                |
| 9e                           | Marco Frigo                  | Italie                       | Israel-Premier Tech          | + 27 min 32 s                |
| 10e                          | Martin Tjøtta                | Norvège                      | Arkéa-B&B Hotels             | + 34 min 55 s                |

### Classement par équipes
| Classement par équipes | Classement par équipes     | Classement par équipes | Classement par équipes |
| Équipe                 | Équipe                     | Pays                   | Temps                  |
| ---------------------- | -------------------------- | ---------------------- | ---------------------- |
| 1re                    | UAE Team Emirates XRG      | Émirats arabes unis    | 151 h 53 min 12 s      |
| 2e                     | Bahrain-Victorious         | Bahreïn                | + 22 min 56 s          |
| 3e                     | Team Visma \| Lease a Bike | Pays-Bas               | + 23 min 29 s          |
| 4e                     | Movistar Team              | Espagne                | + 29 min 25 s          |
| 5e                     | XDS Astana Team            | Kazakhstan             | + 29 min 59 s          |
| 6e                     | Red Bull-BORA-hansgrohe    | Allemagne              | + 33 min 45 s          |
| 7e                     | Team Jayco AlUla           | Australie              | + 44 min 47 s          |
| 8e                     | Ineos Grenadiers           | Royaume-Uni            | + 47 min 09 s          |
| 9e                     | EF Education-EasyPost      | États-Unis             | + 49 min 09 s          |
| 10e                    | Israel-Premier Tech        | Israël                 | + 58 min 35 s          |

## Abandons
- 86 -  Brandon Rivera (INEOS Grenadiers) : non-partant

## Sanctions
| Coureur                            | Équipe               | Sanctions                              | Raison |
| ---------------------------------- | -------------------- | -------------------------------------- | --- |
| Damiano Caruso                     | Bahrain - Victorious | · - 25 points UCI. · 500 CHF d'amende. | Art. 2.12.007 8.3 "Coureur ou membre d’une équipe se débarrassant sans précaution d’un déchet ou de tout autre objet en dehors des zones de déchets, ou ne les retournant pas à un membre de l’organisation ou d’une équipe ou ne collectant pas des déchets leurs ayant été confiés ou jet à un spectateur. Se débarrasser d’un déchet ou de tout autre objet de manière dangereuse ou sans précaution (exemples : bidon ou autre objet rebondissant ou restant sur la chaussée, jet en direction d’un spectateur ou avec une force excessive, jet causant une manœuvre dangereuse d’un coureur ou d’un véhicule, jet causant le déplacement d’un spectateur sur la chaussée)." |
| Tullio Pellicioli (Staff)          | Team Jayco AlUla     | · 500 CHF d'amende.                    | Art. 2.12.007 4.9 "Suiveur se tenant en dehors d’un véhicule ou tenant prêt du matériel en dehors du véhicule. Dépannage irrégulier d’un coureur au sein d’une même équipe." |
| Pieter Weening (Directeur sportif) | Team Jayco AlUla     | · 1000 CHF d'amende.                   | Art. 2.12.007 4.9 "Suiveur se tenant en dehors d’un véhicule ou tenant prêt du matériel en dehors du véhicule. Dépannage irrégulier d’un coureur au sein d’une même équipe." |